# Стів Енлгарт
Стів Енлгарт (англ. Steve Englehart; [ˈɛŋəlhɑrt]; нар. 22 квітня 1947, Індіанаполіс, штат Індіана) — американський сценарист коміксів, відомий своїми роботами в Marvel Comics і DC Comics, зокрема, в 1970-х і 1980-х роках. Його псевдоніми: Джон Гаркнесс і Кліфф Ґарнетт.